# Mezőpetri
Mezőpetri (románul Petrești, németül Petrifeld): falu és községközpont Romániában Szatmár megyében.

## Fekvése
Nagykárolytól 11 km-re délnyugatra fekszik.

## Története
Mezőpetri nevét már 1316-ban Mezeu Petri-nek írták.
1399-ben Szent Péter tiszteletére szentelt temploma is fennállt, és ekkor a Dengelegiek perlekedtek érte a Kaplon nemzetségbeliekkel, ekkor nevét az oklevélben Mewzewzenthpetry, 1419-ben pedig Petry alakban írták.
A település a Kaplon nemzetségbeli családok ősi birtoka volt. 1396-ig a Vadayaké volt, azután a Bagosi, Vetési, Csomaközi és Károlyi családok osztoztak rajta.  1419-ben a Károlyiak, 1420-ban a Vetésiek kaptak rá új adományt, és 1435-ben megosztoztak rajta. 1468-ban Károlyi László elzálogosította itteni birtokát Endrédy Nagy Ferencnek. 1552-ben Szennyesi Lukács kapott benne részt.
1610 körül, a török világban csaknem elpusztult a település. 1738-ban gróf Károlyi Sándor a Rajna mellől Breisgau-ból sváb lakosokat telepített ide, gróf Károlyi Ferenc pedig 1748-ban nekik adta a református templomot. 17–18. században a Károlyi család birtoka volt. A Károlyi családon kívül 1810-ben a gróf Teleki, Bagosi, Mészáros, Menszáros, Pogány és Irinyi családoknak volt itt birtokuk. Az 1900-as évek elején nagyobb birtokosai a gróf Károlyiak, gróf Dégenfeld József és Boér Endre.
A falu a megye legnagyobb sváb központja. A Károlyi család által a Rákóczi-szabadságharc után a magyar lakosság pótlására telepített 23 sváb falu egyike, ahol sváb tájházat rendeztek be. A sváb lakosság mára nagyrészt elmagyarosodott. 1910-ben 1455, túlnyomórészt sváb lakosa volt. A trianoni békeszerződésig Szatmár vármegye Nagykárolyi járásához tartozott. 
2011-ben, társtelepülésével együtt, 1570 lakosából 438 német, 751 magyar, 200 román és 171 cigány volt.

## Kigyei puszta
Mezőpetri határába esik Kigyeipuszta is, mely valaha népes helység, és a Kydiy család ősi birtoka volt. 
Első okleveles nyoma 1327-ben bukkan fel, amikor Kydiy Jakab, Bertalan fia és Kydiy Tyba, János fia voltak urai.
1423-ban Vámosgyörki Pohárnok András osztozkodott rajta a Kydiy nemesekkel. 1466-ban Pilissy Bertalan is részt kapott benne. 1549-ben egy határperben említik. 1588-ban Szentmiklósy Pongrácz Frigyes is birtokosa volt. 1591-ben Szabó Dániel szerzett benne részbirtokot.
1612-ben még jelentékeny helység volt, s ekkor a szaniszlóiakkal határvillongásuk volt. 1719-ben már puszta, valószínűleg a Rákóczi-szabadságharc idején néptelenedett el. Ura 1719-től gróf Károlyi Sándor lett.

## Látnivalók
- Sváb múzeum
- Szent Erzsébet római katolikus templom (1786)

## Testvértelepülése
- Vágfarkasd (Szlovákia)